# Carl Bernhard Speck

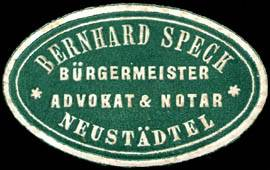
Siegelmarke Bernhard Speck – Bürgermeister – Advocat (Rechtsanwalt) & Notar – Neustädtel

Carl Bernhard Speck (* 18. Januar 1831 in Reichenbach; † 4. März 1905 in Neustädtel) war ein deutscher Jurist und konservativer Politiker. Er war Bürgermeister der erzgebirgischen Bergstadt Neustädtel und Mitglied des Sächsischen Landtags.

## Leben und Wirken
Der Sohn des Justitiars und Gerichtsamtmanns Karl Heinrich Speck in Reichenbach wurde anfänglich bis 1844 von einem Hauslehrer unterrichtet. Nach Besuch der Fürstenschule Grimma studierte er ab April 1851 an der Universität Leipzig die Rechtswissenschaften. Im März 1854 legte er seine juristische Universitätsprüfung ab. Seinen praktischen Vorbereitungsdienst absolvierte er bei seinem Schwager, dem Werdauer Advokaten Adolph Temper und beim Justizamt Werdau. Nachdem er im Dezember 1855 seine zweite juristische Staatsprüfung bestanden hatte, trat er eine Stelle als Protokollant bei den Gerichtsämtern Werdau und Klingenthal an. Im Januar 1857 wurde er Aktuar am Amtsgericht Schneeberg, wo er im Januar 1862 zum Advokaten ernannt wurde. Als Rechtsanwalt ließ er sich 1862 in Neustädtel nieder, wo er im gleichen Jahr das Amt des Bürgermeisters übernahm. Seit 1868 übernahm er zusätzlich die Aufgaben eines Notars.
Von 1877 bis 1895 vertrat er den 41. ländlichen Wahlkreis in der II. Kammer des Sächsischen Landtags. Von 1881 an fungierte er als stellvertretender zweiter Sekretär, von 1885 bis 1895 als erster Sekretär der Kammer. Sein Amt als Bürgermeister von Neustädtel legte er im Juni 1900 nieder und trat in den Ruhestand ein. Im März 1901  beendete er auch sein Notariat. Bis dahin war er Mitglied des Disziplinargerichts für Notare bei der Disziplinarkammer Zwickau. 1901 wurde er zum Justizrat ernannt.
Speck war langjähriges Mitglied der Bezirksversammlung und des Bezirksausschusses der Amtshauptmannschaft Schwarzenberg sowie stellvertretender Vorsitzender des Revierausschusses des Schneeberger Reviers. In seiner Heimatstadt Neustädtel wurde er für sein Wirken mit der Ernennung zum Ehrenbürger geehrt.